# Hubert Pfoch
Hubert Pfoch (* 25 de junio de 1920 en Viena ; † 10 de julio de 2008 ibid) fue un político local vienés (SPÖ), vicealcalde de la ciudad de Viena (1973-1978) y presidente del Archivo de Documentación de la Resistencia Austriaca (DÖW). 

## Vida
Hubert Pfoch tenía 25 años. Nació en Viena, Ottakring en junio de 1920. Creció en circunstancias sencillas, en una familia de seis personas en un apartamento con cocina. En Ottakring Pfoch aprendió la profesión de carpintería . Pfoch comenzó su compromiso político con los " Halcones Rojos " y continuó después de 1934 en círculos ilegales de jóvenes socialdemócratas. En el verano de 1938, Pfoch y dos amigos recorrieron Múnich a Dachau para determinar los abusos que se cometían allí. Después de su regreso, recibió amenazas por parte de los conocidos "con una espantosa tal propaganda dejar de fumar".  Debido a que los gastos vacíos en carniceros alemanes y los malos tratos en el campo de concentración de Dachau informaron.  Después del servicio de trabajo, Pfoch fue reclutado en 1940 como pionero de la Wehrmacht . En el verano de 1942, Pfoch fotografió en secreto el transporte de judíos desde Varsovia al campo de exterminio de Treblinka en Polonia. Las fotos y los registros del diario de Pfoch se usaron más tarde como prueba en el juicio de Düsseldorf contra el criminal nazi Franz Stangl . En 1945, Hubert Pfoch desertó de la Wehrmacht y regresó a Viena. 

## Carrera política
Después de su regreso a Viena, Hubert Pfoch jugó un papel decisivo en la construcción de la organización del distrito socialdemócrata Ottakring y la Juventud Socialista, cuyo primer presidente fue. Profesionalmente, se unió como bibliotecario al servicio del municipio de Viena. 1949 Pfoch fue elegido para el Consejo de la ciudad de Viena, 1962 presidente de la organización del distrito SPÖ Ottakring (hasta 1987). El 19 En diciembre de 1964, fue elegido miembro del consejo municipal para instituciones públicas en Viena. De 1969 a 1973 fue concejal de la ciudad de Viena para la construcción de edificios, y de 1973 a 1979 fue concejal de vivienda y asuntos inmobiliarios. Durante su permanencia en el cargo hubo avances significativos en vivienda, construcción de hospitales e infraestructura. En el período de 1973 a 1978, Pfoch también fue vicealcalde. En 1979, fue elegido Primer Presidente del Landtag de Viena . Ocupó este cargo hasta 1984. 
Después del final de su carrera política, Pfoch 1984 fue nombrado Presidente del Archivo de Documentación de la Resistencia Austriaca (DÖW). Hasta su muerte el día 10 de julio de 2008 Hubert Pfoch fue presidente honorario de la organización del distrito SPÖ Ottakring y presidente honorario del archivo de documentación de la resistencia austriaca. Fue enterrado en el cementerio de Ottakringer .

## Premios
- Gran medalla de oro por los servicios a la República de Austria.
- Gran Medalla de Oro de Honor con la Estrella por los Servicios a la República de Austria[5] (2003)
- Gran medalla de oro por servicios a la provincia de Viena.
- Ciudadano de la ciudad de Viena (1986)

## Enlaces web
- Hubert Pfoch
- Artículo "Hubert Pfoch: ... entonces podríamos mirar a Treblinka desde adentro" con fotos de Treblinka de Hubert Pfoch en el DÖW
- "El ex vicealcalde Hubert Pfoch murió" (enlace roto disponible en Internet Archive; véase el historial, la primera versión y la última)., ORF
- Las fuentes hablan, Doc. 09-122, "El soldado Hubert Pfoch describe alrededor del 23. Agosto de 1942 el envío de los judíos de Siedlce al tren de deportación a Treblinka ". , una entrada de diario disponible como audio y guion en el Bayerischer Rundfunk / Hörspiel y Medienkunst en cooperación con el Instituto de Historia Contemporánea y la Edición, Judenverfolgung 1933-1945 '